# Fort de Suarlée
Fort de Suarlée – duży, trójkątny fort pancerny, projektu gen. Brialmonta, będący częścią pierścienia fortów twierdzy Namur (fr. Region Fortifiee de Namur). 
Fort położony na wzgórzu o wys. 185 m n.p.m., 5,1 km od centrum, broniący drogi do Gembloux i Brukseli, drogi do Charleroi, oraz linii kolejowej do Brukseli wspólnie z oddalonym o 4,7 km fortem d’Emines, a z odległym o 5 km fortem de Malonne chronił dolinę Sambry.
Trójkątny w kształcie fort o załamanej linii koszar szyjowych, które tworzyły dwa półbastiony z parą dział 57 mm każdy do obrony tylnej fosy; jedno takie działo broniło bezpośrednio bramy fortu. Fosa, o stoku spłaszczonym i stromej, murowanej przeciwskarpie, broniona przez zdwojoną, dwupiętrową kaponierę rewersową (czyli umieszczoną w przeciwskarpie) umieszczoną przy zbiegu fos, po przeciwnej stronie fortu niż brama główna; ta kaponiera uzbrojona była w dwie pary armat kal. 57 mm. Do obrony bliskiej służyły ponadto 4 armaty tego samego kalibru, umieszczone w obrotowych, wysuwanych wieżach pancernych na masywnym bloku centralnego schronu; na bloku zamontowany był też silny reflektor w wysuwanej, pancernej kopule.

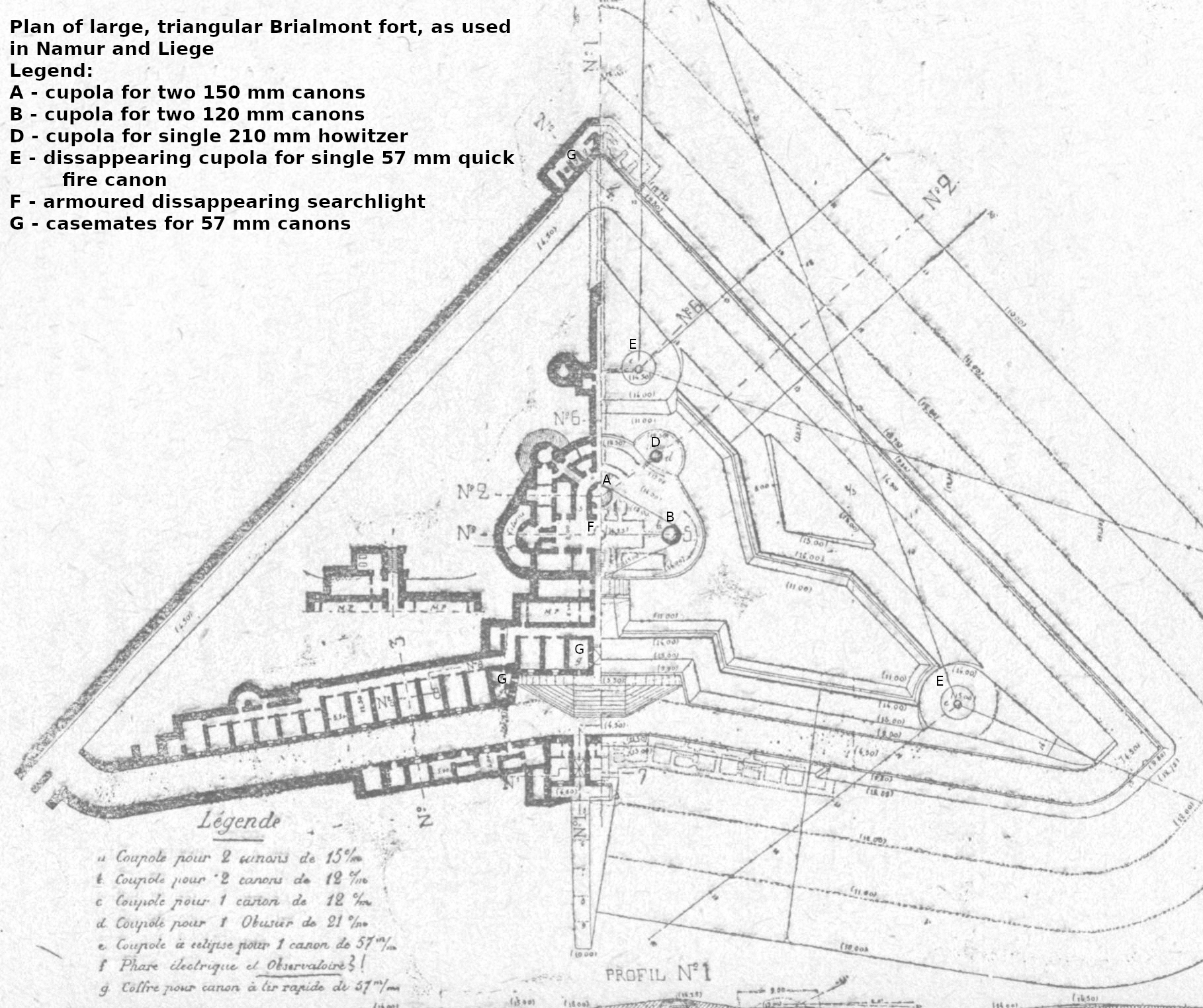
Duży, pancerny fort Brialmonta. Fort de Suarlée był zbudowany według tego planu.
Legenda:
A) wieża dwóch dział 150 mm
B) wieża dwóch dział 120 mm
D) wieża haubicy 210 mm
E) wysuwane kopuły dział 57 mm
F) wysuwany, opancerzony reflektor
G) schrony bojowe dział 57 mm

Na dachu schronu centralnego znajdowały się także 5 kopuł dział obrony dalekiej: w centralnej części jedna wieża z parą armat 150 mm, w tylnej części dwie wieże z parą armatą 120 mm, do prowadzenia ognia bezpośredniego. Z przodu bloku znajdowały się dwie kopuły haubic 210 mm, do ognia pośredniego. Działa 150 mm M.1886 produkcji Kruppa, o długości lufy 3,8m i kącie podniesienia luf od -2° do +25°, miały zasięg 8,5 km. Wieża o średnicy 4,8m miała masę 224 ton i 25-osobową załogę (wraz z żołnierzami dostarczającymi amunicję z magazynów itp.). Wieża dział 120 mm miała taką samą średnicę i załogę, ale była lżejsza (188 ton). Armaty M. 1889, o długości lufy 3 i kącie podniesienia od -3° do +25°, strzelały na 8 km. Haubica 210 mm M.1889 Kruppa, o lufie 2,5 m i kącie podniesienia od -5° do +35° (zasięg ognia pośredniego 6,9 km), umieszczona była w mniejszej (3,6 m) i lżejszej (100 ton) wieży o 13-osobowej załodze. Lekkie działa 57 mm M.1889 Nordenfeldta miały lufy 1,5 m, kąt podniesienia od -8° do +10°, zasięg 300 m, a ich kopuły o średnicy 2,1 m i wadze 34 ton obsługiwało 6 ludzi.
Artyleria fortu była zgrupowana w 6. baterię artylerii fortecznej.
Podczas niemieckiego ataku na miasto fort wszedł do akcji 23 sierpnia, gdy Niemcy podciągnęli oddziały do niedalekiego lasu Frizet. Dwie baterie moździerzy 210 i 305 mm ostrzeliwały sąsiadujący fort d’Emines i fort de Suarlée, który w ciągu popołudnia otrzymał prawie 600 trafień. Pod forty podchodziła też niemiecka piechota. 24 sierpnia  od 7 rano do 18.00 na fort i na jego bezpośrednie otoczenie spadło 1400 pocisków; pod tak ciężkim ogniem, piechota wycofała się z sąsiadujących z fortem okopów. W nocy na 25 sierpnia niemiecka piechota ponownie próbowała ataku na fort. Następnego dnia fort był wciąż pod ciężkim ogniem, także z dział 420 mm, po odrzuceniu oferty kapitulacji. Część obrońców zdecydowała się poddać i wywiesiła białą flagę; zanim dowódca, kpt. Moysse, ją ściągnął, cała załoga uciekła, poza kilkoma rannymi, oficerami i sanitariuszami. Kapitan ostrzelał uciekinierów z działa w szyjowej kazamacie. Widząc co się dzieje, artyleria niemiecka wstrzymała ogień, umożliwiając swojej piechocie zajęcie fortu o godz. 17. Według niemieckich notatek, centralny blok fortu był kompletnie zniszczony i dalsza obrona była niemożliwa. Łącznie przeciwko fortowi wystrzelono 26 granatów 420 mm i ok. 300 kal. 210 mm.
W okresie międzywojennym fort został zmodernizowany, wyremontowano uszkodzone lub zniszczone kopuły, wymieniono działa 57 mm na 75 mm, w kaponierach zainstalowano karabiny maszynowe. Fort otrzymał cztery wieże z haubicami 75 mm, jedną z dwoma długolufowymi działami 75 mm i dwie z karabinami maszynowymi, oraz wieżę wentylacyjno-obserwacyjną. W czasie inwazji na Belgię bronił się cztery dni (15-19 maja 1940), bez zabitych wśród załogi. Dwukrotnie był bombardowany przez Stukasy, pierwszego dnia stracił też połączenia telefoniczne z posterunkami obserwacyjnymi. Jego wieża obserwacyjna była pod ostrzałem z dział 37 mm. Broniąc się bez osłony piechoty, był atakowany przez niemieckie oddziały 15 i 17 maja. Nocny atak z 17/18 maja, który doszedł do fosy, został odparty, ale artyleria niemiecka uszkodziła 2 z 4 kopuł haubicznych i centralną wieżę z armatami 75 mm, oraz wieżę wentylacyjną. Po kolejnym bombardowaniu z powietrza, fort poddał się 19 maja.